# Michel de Vascosan
Michel de Vascosan (né à Amiens vers 1500 - mort à Paris en 1576) est un libraire et un imprimeur français.

## Biographie
Amiénois vraisemblablement d'origine italienne, Michel de Vascosan épouse Catherine, la fille de l'imprimeur actif à Paris, Josse Bade, qui était le beau-père de Fédéric Morel et de Robert Estienne. 
Vascosan est reçu imprimeur à Paris en 1530, reprend en 1535 l'atelier de Bade, puis devient imprimeur de l'Université de Paris, puis imprimeur du roi pour le grec de 1560 à 1576.
Il fut un des premiers à rejeter le caractère gothique.

## Éditeur
- Les Cantiques de la Bible traduits selon l'hébreu par Lancelot de Carle, Eveq. de Riez, plus deux hymnes qui se chantent à l'Eglise, 1562 lire en ligne sur Gallica
- Prosphoneumatique au roy trescrestien Henry II. Le jour de son entree a Paris 16. de juin 1549 - 1549, 1559 lire en ligne sur Gallica
- Le premier volume de Roland furieux par Loys Arioste, maintenant mys en rime françoise par Jan Fornier, avec les arguments au commencement de chacun chant et avec les allégories des chants à la fin d'un chacun, 1555 lire en ligne sur Gallica
- L'art poétique d'Horace, traduit en vers françois, par Jacques Peletier du Mans, recongnu par l'auteur depuis la première impression, 1545 lire en ligne sur Gallica
- Les oeuvres poétiques de Jacques Peletier du Mans, 1547 lire en ligne sur Gallica
- L'arcadie de messire Jacques Sannazar, mise d'italien en françoys par Jehan Martin, 1544 lire en ligne sur Gallica
- Les Éthiques d'Aristote Stagirite à son filz Nicomache, nouvellement traduittes de grec en françois, par le P. L. (Le Plessis), gentilhomme de la maison de Monsieur le conte d'Aran, 1553 lire en ligne sur Gallica
- Les Vies des hommes illustres, grecs et romains, comparées l'une à l'autre, par Plutarque de Chaeronée, translatées premièrement de grec en françois par maistre Jacques Amyot, et depuis en ceste troisième édition reveues par le mesme translateur. Les Vies de Hannibal et Scipion l'Africain, traduittes par Charles de L'Écluse, 1567 lire en ligne sur Gallica
- Les oeuvres morales et meslées de Plutarque. Volume 1, translatées de grec en françois, revues & corrigées en ceste seconde édition en plusieurs passages par le translateur. Table très ample des noms et choses notables contenues en tous les opuscules de Plutarque,  1574 lire en ligne sur Gallica
- Les Œuvres de Cicéron ; de Diodore de Sicile (1530) ; de Quintilien (1542).
- Le Timee de Platon traittant de la nature du monde, & de l'homme, & de ce qui concerne universelement tant l'ame que le corps des deux : translaté de grec en françois, avec l'exposition des lieux plus obscurs & difficiles, par Loys Le Roy, & adressé à Monseigneur le reverendissime cardinal de Lorraine, archevesque & duc de Reims, & premier pair de France. Trois oraisons de Demosthene prince des orateurs, dittes Olynthiaques, pleines de matieres d'estat, deduittes avecques singuliere prudence & eloquence, translatees pareillement de grec en francois, avec une preface contenant la conjonction de l'eloquence & de la philosophie, 1551 lire en ligne sur Gallica